# CaHg2
CaHg2是钙和汞形成的金属间化合物，熔点746 °C。

## 制备
CaHg2可由相应的单质在惰性气氛中按化学计量比反应得到：
{\displaystyle {\mathsf {Ca+2Hg\ {\xrightarrow {746^{o}C}}\ CaHg_{2}}}}

## 结构
CaHg2以三斜晶系（空间群P 3m1）或六方晶系（空间群P 6/mmm）结晶，晶胞参数a = 0.4894 nm，c = 0.3571 nm，Z = 1，具有CeCd2或AlB2结构。